# Куценко Микола Євдокимович
Микола Євдокимович Куценко (* 1916, Лисичанськ — † 7 травня 1943, Сталіно) — радянський військовий льотчик, гвардії капітан. Учасник Німецько-радянської війни у складі 274-го винищувального Оршанського Червонопрапорного ордена Кутузова авіаційного полку 8-ї повітряної армії.

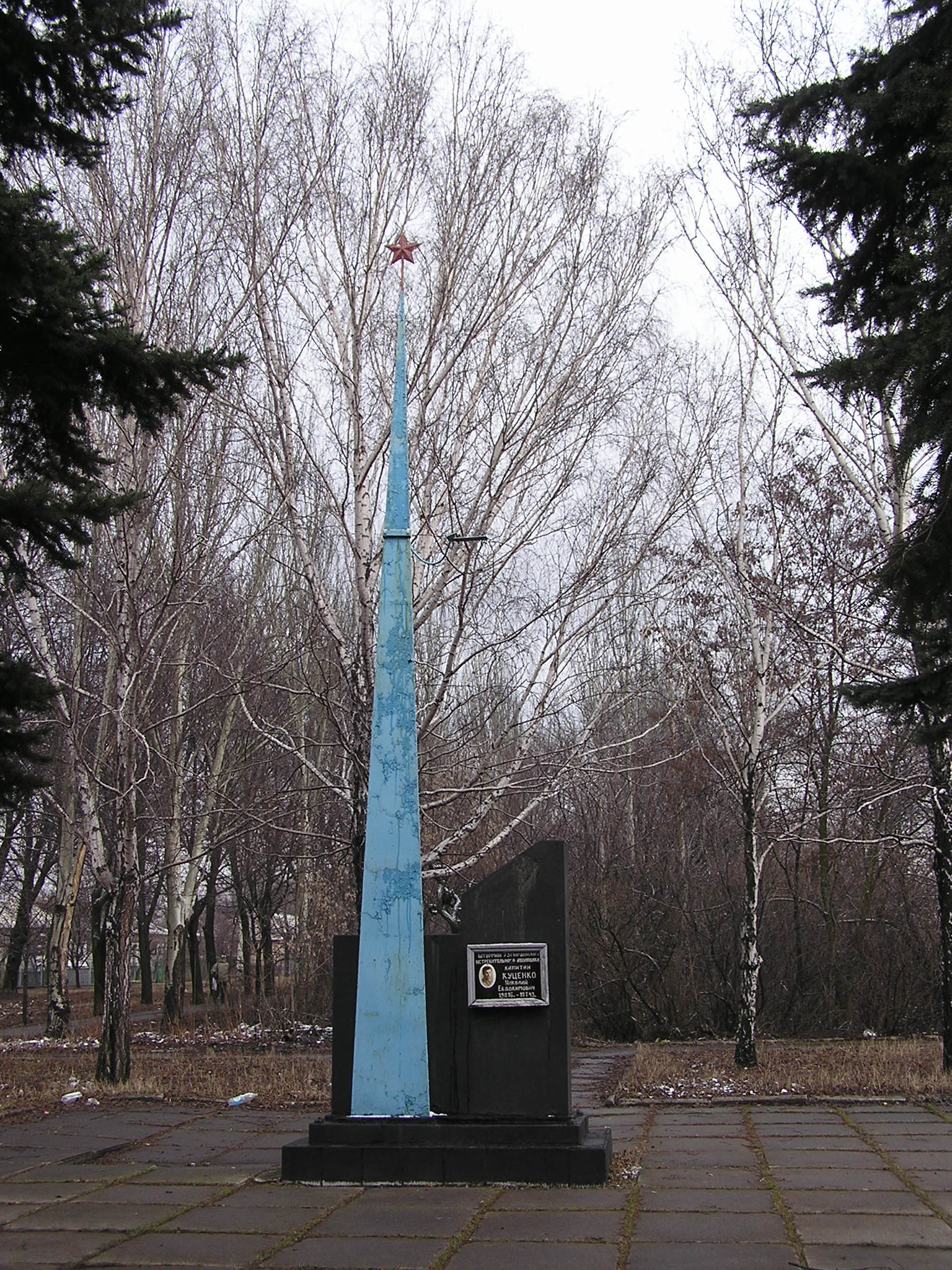
Пам'ятник Миколі Куценку

Літав на літаку «Як-2». Згідно з даними Томаса Полака і Крістофера Шоура, М. Є. Куценко мав на рахунку 20 особистих та 13 групових перемог. Загинув 7 травня 1943 року.
За словами очевидців, під час одного з бойових вильотів, його літак був атакований трьома Ме-109. Бій проходив в районі станції Рутченкове (селище Червоне містечко, місто Сталіно, нині Донецьк, Україна). Літак Миколи Куценко впав на територію шахти «Лідіївка», де зараз стоїть пам'ятний знак. Похований льотчик поруч з місцем падіння — на алеї слави шахти Лідіївка. Уламки літака, а також особисті речі, знаходяться в музеї шахти.